# Musée Marmottan Monet
Le musée Marmottan, devenu musée Marmottan Monet dans les années 1990, est un musée des beaux-arts situé à Paris. Il présente notamment une collection d’objets d’art et de tableaux du Premier Empire, ainsi que des œuvres de peintres impressionnistes dont la plus grande collection au monde d'œuvres de Claude Monet.

## Situation et accès

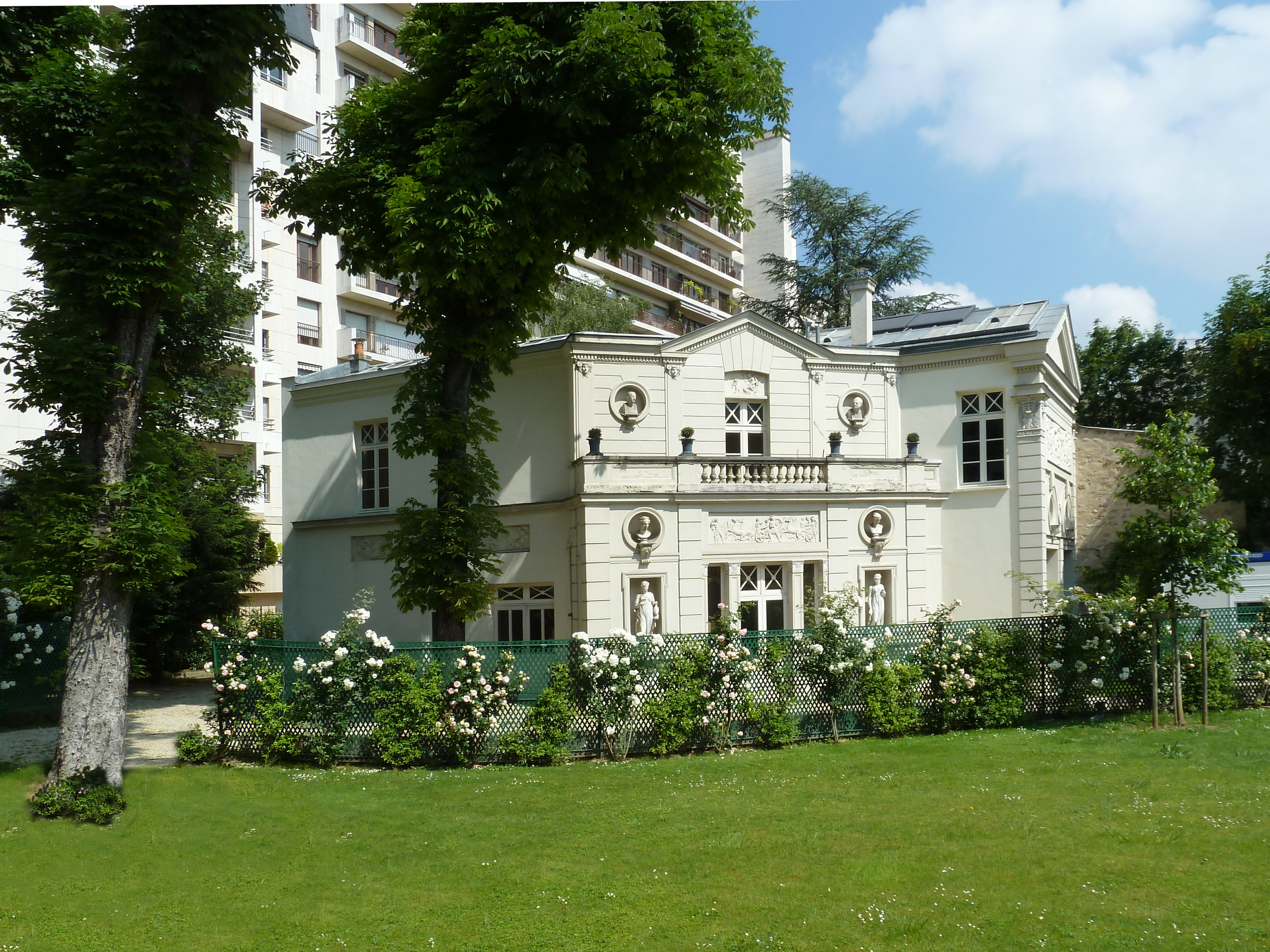
Jardin.

Le musée est situé dans le 16e arrondissement de Paris à proximité du jardin du Ranelagh.
L’entrée principale est au 2, rue Louis-Boilly.
Le site est desservi par la ligne 9 à la station de métro La Muette. Les gares de l’avenue Henri-Martin et de Boulainvilliers de la ligne C se situent également à proximité.

## Historique

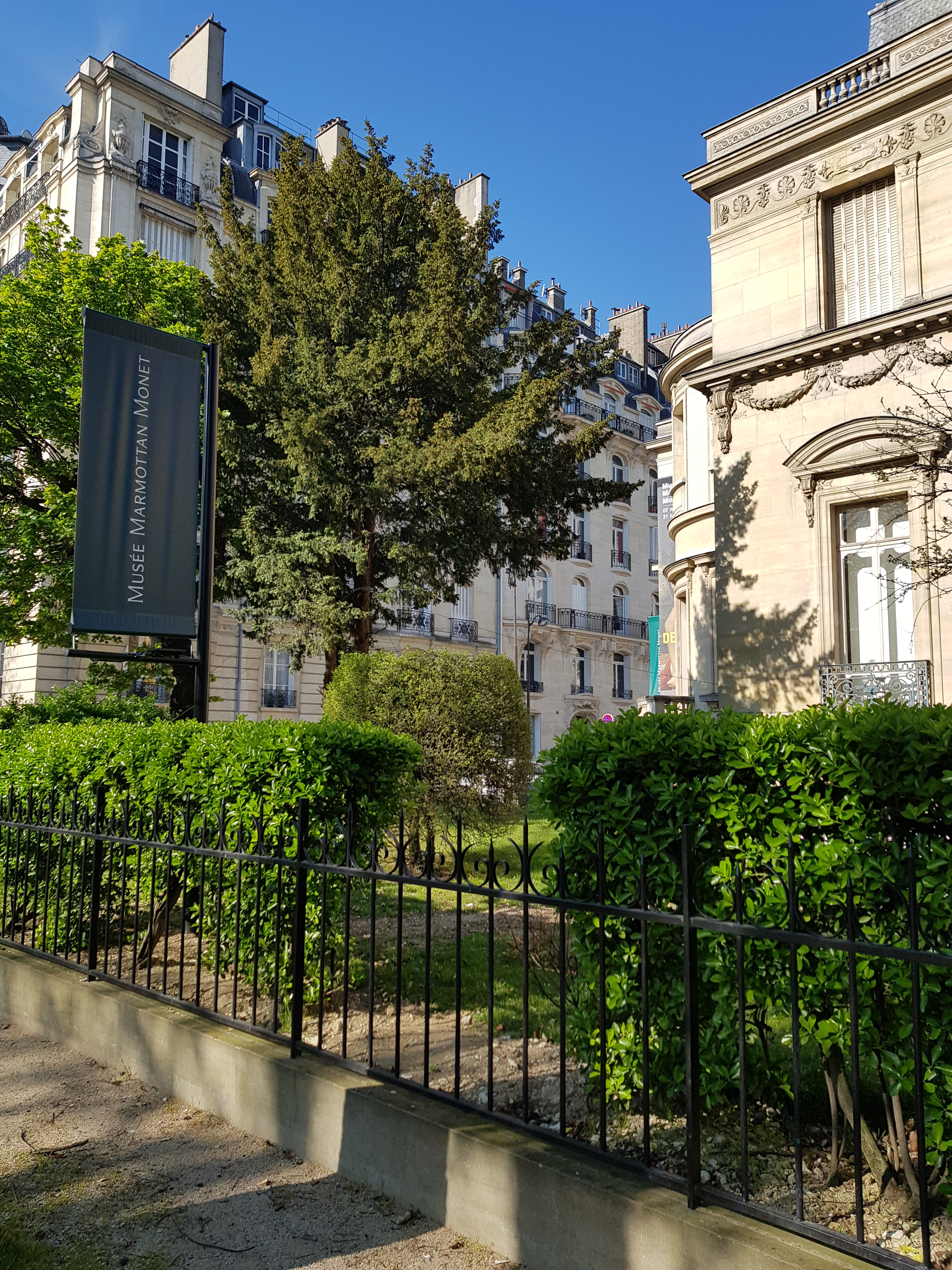
Côté avenue Raphaël.

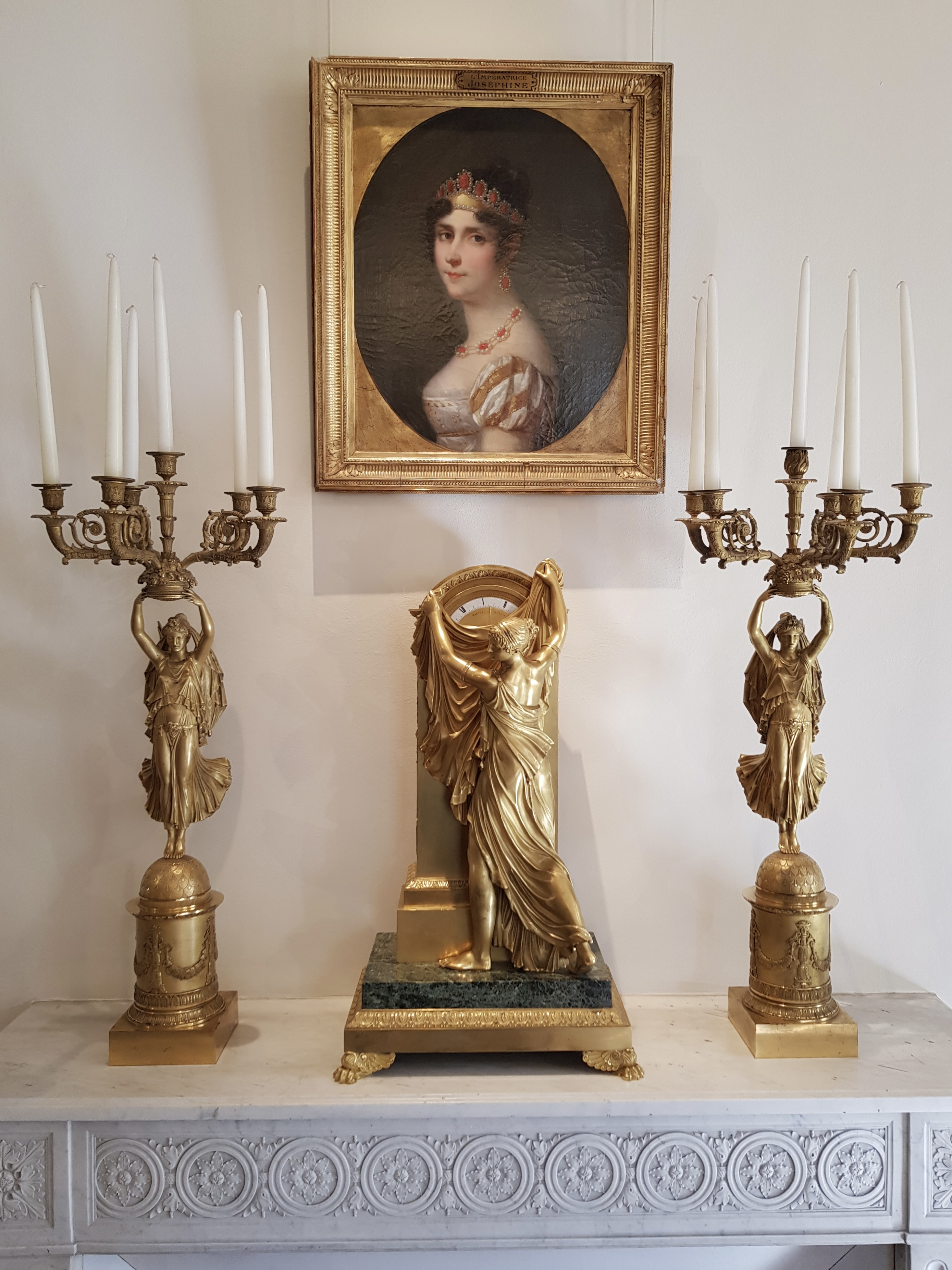

Le musée a pour origine le don par l'historien d'art Paul Marmottan de son hôtel particulier et de ses collections de la Renaissance et de l'époque napoléonienne à l'Académie des Beaux-Arts en 1932.
En 1882, un pavillon de chasse situé près du bois de Boulogne, appartenant à la famille du duc de Valmy, est acheté par Jules Marmottan et transformé en hôtel particulier par son fils Paul Marmottan. L'hôtel héberge alors une collection de premier plan du père, passionné par le Moyen Âge et la Renaissance, et de son fils Paul, passionné par le Premier Empire. À sa mort, en 1932, Paul Marmottan lègue son hôtel et ses collections à l'Académie des Beaux-Arts qui en fait un musée qui s'ouvre au public en 1934.
Durant près d’un siècle, le musée a bénéficié de legs et de donations d’une envergure sans égale, notamment en 1957 lorsque Victorine Donop de Monchy donne définitivement au musée les onze tableaux impressionnistes (dont Impression, soleil levant) qui lui restent de son père Georges de Bellio. En 1966, Michel Monet, dernier descendant direct de Claude Monet, lègue la collection personnelle de tableaux et 89 peintures de son père. L’architecte académicien et conservateur du musée, Jacques Carlu, fait alors construire sous le parc de l'hôtel une salle pour recevoir cette collection, inspirée de celle des grandes décorations du musée de l'Orangerie et inaugurée en 1970.
En 1980, Daniel Wildenstein offre la collection d'enluminures de son père Georges Wildenstein. En 1985, la fille adoptive d'Henri Duhem donne également l'ensemble de la collection de tableaux de son père au musée. En 1993, les petits-enfants de Berthe Morisot, Denis et Annie Rouart, lèguent leur collection par l'intermédiaire de leur fondation (25 toiles, une cinquantaine d'aquarelles et la collection d'impressionnistes de leur aïeule). Cela fait de ce musée le dépositaire du premier fonds mondial d’œuvres de Claude Monet et de Berthe Morisot.
Le 27 octobre 1985, neuf tableaux impressionnistes sont dérobés en plein jour à la suite d'un vol à main armée, dont quatre Monet (notamment son célèbre Impression, soleil levant), et deux Renoir. Le groupe de voleurs, appelés plus tard le « gang d'Aubervilliers », les revend à Shinichi Fujikuma, un Japonais en relation avec les yakuzas, qui est arrêté en 1987. Toutes les toiles sont retrouvées en Corse en décembre 1990 à Porto-Vecchio chez un bandit corse,.

## Collections

### Collections Jules et Paul Marmottan
Les collections de Paul Marmottan, léguées en 1932 avec l'hôtel particulier qui abrite le musée, comportent des œuvres de peintres primitifs italiens, allemands ou flamands (Michel Haider) ainsi que des sculptures, des tapisseries et des vitraux anciens. La majeure partie des collections est cependant consacrée à l'art du Premier Empire avec un riche ensemble de meubles (Jacob, Bellangé, Thomire, Feuchère...), sculptures (Canova, Chaudet, Chinard, Pajou...), objets d'arts, peintures... parmi lesquelles des œuvres des plus grands artistes de la période comme David, Ingres, Gros, Girodet, Fabre, Boilly et dans sa galerie de portraits, François Gérard, Louis Gauffier, Carle Vernet, etc.

### Donation Duhem
Peintre et collectionneur du Nord de la France, Henri Duhem (1860-1941) constitua avec son épouse Marie Duhem, née Sergeant, une collection d’œuvres majeures. Jusqu'à sa mort survenue en 1941, il vécut entouré des soins prodigués par une nièce de sa femme, Nelly Sergeant, qui devint son unique héritière.
Soucieuse de perpétuer la mémoire des deux artistes et de répondre aux vœux d'Henri et de Marie Duhem, Nelly Sergeant-Duhem légua l'ensemble de leur collection à l'académie des Beaux-Arts en 1985.
Cette collection comprend plus de cent peintures, aquarelles et bronzes d'artistes français des XIXe siècle et XXe siècle : Eugène Boudin, Jules Breton, Eugène Carrière, Jean-Baptiste Camille Corot, Paul Gauguin, Albert Lebourg, Claude Monet... ainsi que de Rembrandt.

### Enluminures
Transférée au premier étage depuis le 14 avril 2010, la salle Georges Wildenstein regroupe un ensemble exceptionnel d'enluminures des écoles françaises, italiennes, flamandes et anglaises du XIIIe au XVIe siècle, certaines de la main de peintres célèbres comme Sano di Pietro, Jean Fouquet, Jean Bourdichon ou Giulio Clovio.

### Claude Monet

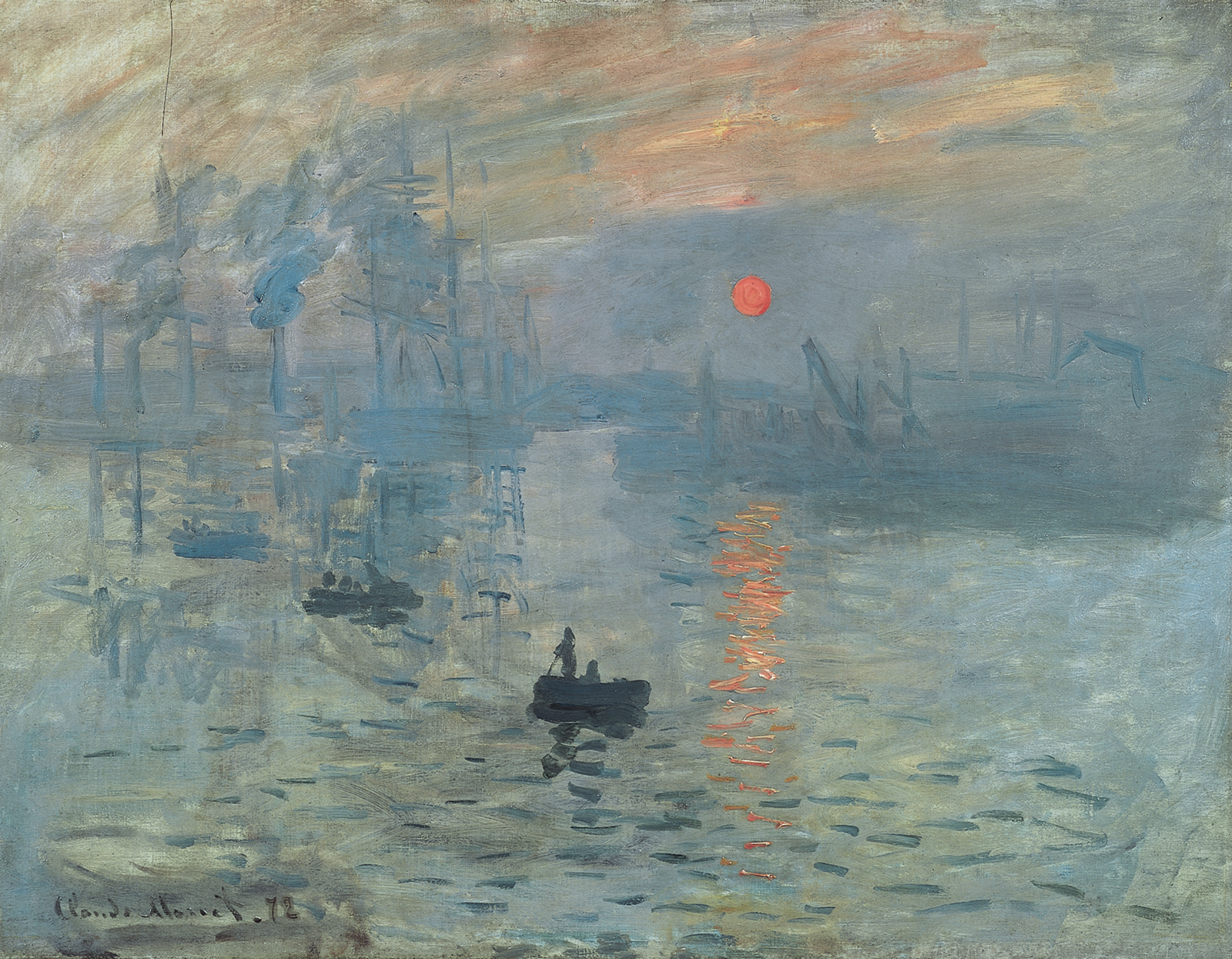
Claude Monet, Impression, soleil levant, 1872.

Le musée possède la plus importante collection d'œuvres de Monet au monde (94 toiles, 29 dessins, 8 carnets de dessins, ses palettes, ses lettres, des photographies, des objets personnels). Toute la carrière du maître de l'impressionnisme est retracée à travers ses peintures et ses dessins. Certaines de ses œuvres les plus célèbres sont exposées au musée, qui porte aujourd'hui son nom : notamment le célèbre Impression, soleil levant, qui est la première peinture proprement impressionniste (et dont le titre, utilisé de façon ironique, en forme de néologisme, par le journaliste Louis Leroy, a donné son nom au mouvement), Sur la plage à Trouville de 1870, le Portrait de Poly de 1886, les Pont japonais, La Barque de 1887, Londres. Le Parlement. Reflets sur la Tamise de 1905, la Cathédrale de Rouen, effet de soleil, fin de journée et les Nymphéas de 1916 à 1919.

### Les impressionnistes
Autour de Claude Monet, tous les grands maîtres de la peinture impressionniste, mais aussi postimpressionniste, sont présents ainsi que d'autres peintres moins connus du grand public, contribuant à faire du musée Marmottan-Monet l'un des plus complets au monde pour ces deux mouvements majeurs de l'art du XIXe siècle. Au fil des salles, on retrouve des œuvres d'Eugène Boudin, Johan Barthold Jongkind, Camille Corot, Caillebotte, Degas, Manet, Berthe Morisot, Pissarro, Armand Guillaumin, Auguste Renoir, Auguste Rodin, Alfred Sisley, Paul Gauguin, Paul Signac, Albert Lebourg, Henri Lebasque...

### Berthe Morisot
Grâce aux legs des petits-fils de l'artiste Denis et Julien Rouart et de leurs épouses en 1993 et 1996, le musée possède la plus importante collection mondiale d’œuvres de Berthe Morisot, élève de Corot et femme d'Eugène Manet, lui-même frère d'Édouard Manet. Le musée conserve ainsi 81 œuvres de l’artiste entre peintures, aquarelles, pastels et dessins, outre un dépôt de sept carnets de dessins.
On retrouve notamment dans la collection Au bal de 1874, Eugène Manet et sa fille dans le Jardin de Bougival de 1881 ou encore Le Cerisier de 1891.

## Expositions temporaires
- Du 13 février au 6 juillet 2014 : « Les impressionnistes en privé ».
- Du 12 février au 5 juillet 2015 : « La Toilette : naissance de l’intime ».
- Du 10 septembre 2015 au 7 février 2016 : « Villa Flora, les temps enchantés ».
- Du 10 mars au 3 juillet 2016 : « L'art et l'enfant : chefs-d'œuvre de la peinture française ».
- Du 15 septembre 2016 au 22 janvier 2017 : « Hodler, Monet, Munch : peindre l'impossible ».
- Du 23 février au 2 juillet 2017 : « Pissarro : le premier des impressionnistes ».
- Du 14 septembre 2017 au 14 janvier 2018 : « Monet collectionneur ».
- Du 8 février au 22 juillet 2018 : « Corot : le peintre et ses modèles ».
- Du 13 septembre 2018 au 10 février 2019 : « Collections privées : un voyage des impressionnistes aux fauves ».
- Du 7 mars au 21 juillet 2019 : « L’Orient des peintres : du rêve à la lumière ».
- Du 12 septembre 2019 au 26 janvier 2020 : « Mondrian figuratif ».
- Du 27 février au 5 juillet 2020 : « Cézanne et les maîtres : rêves d'Italie ».
- Du 19 mai au 26 septembre 2021 : « L'heure bleue de Peder Severin Krøyer».
- Du 19 octobre 2021 au 20 mars 2022 : « Julie Manet : la mémoire impressionniste ».
- Du 13 avril au 21 août 2022 : « Le théâtre des émotions ».
- Du 14 septembre 2022 au 29 janvier 2023 : « Face au Soleil : un astre dans les arts ».
- Du 8 mars au 18 juin 2023 : « Néo-romantiques : un moment oublié de l'art moderne, 1926-1972 ».
- Du 5 juillet au 17 septembre 2023 : « Graver la lumière : l'estampe en 100 chefs-d'œuvre, de Dürer à Picasso ».
- Du 18 octobre 2023 au 3 mars 2024 : « Berthe Morisot et l'art du XVIIIe siècle »[8].
- Du 9 avril au 31 août 2025 : « Eugène Boudin, le père de l'impressionnisme : une collection particulière ».

## Gestion et politique culturelle
La vente par le musée d'une partie de sa collection de meubles, entre 1970 et les années 2000, fait l’objet d’une vive polémique.

### Direction
Le directeur du musée est un membre de l'Académie des beaux-arts, élu par ses pairs.
- Jean-Marie Granier : 2000-2007
- Jacques Taddei : 2007-2012
- Patrick de Carolis : 2013-2020
- Érik Desmazières : Depuis 2020

## Fréquentation
- Entre 2013 et 2018, le musée a attiré plus de deux millions de visiteurs[10].

## Galerie

Exposition permanente
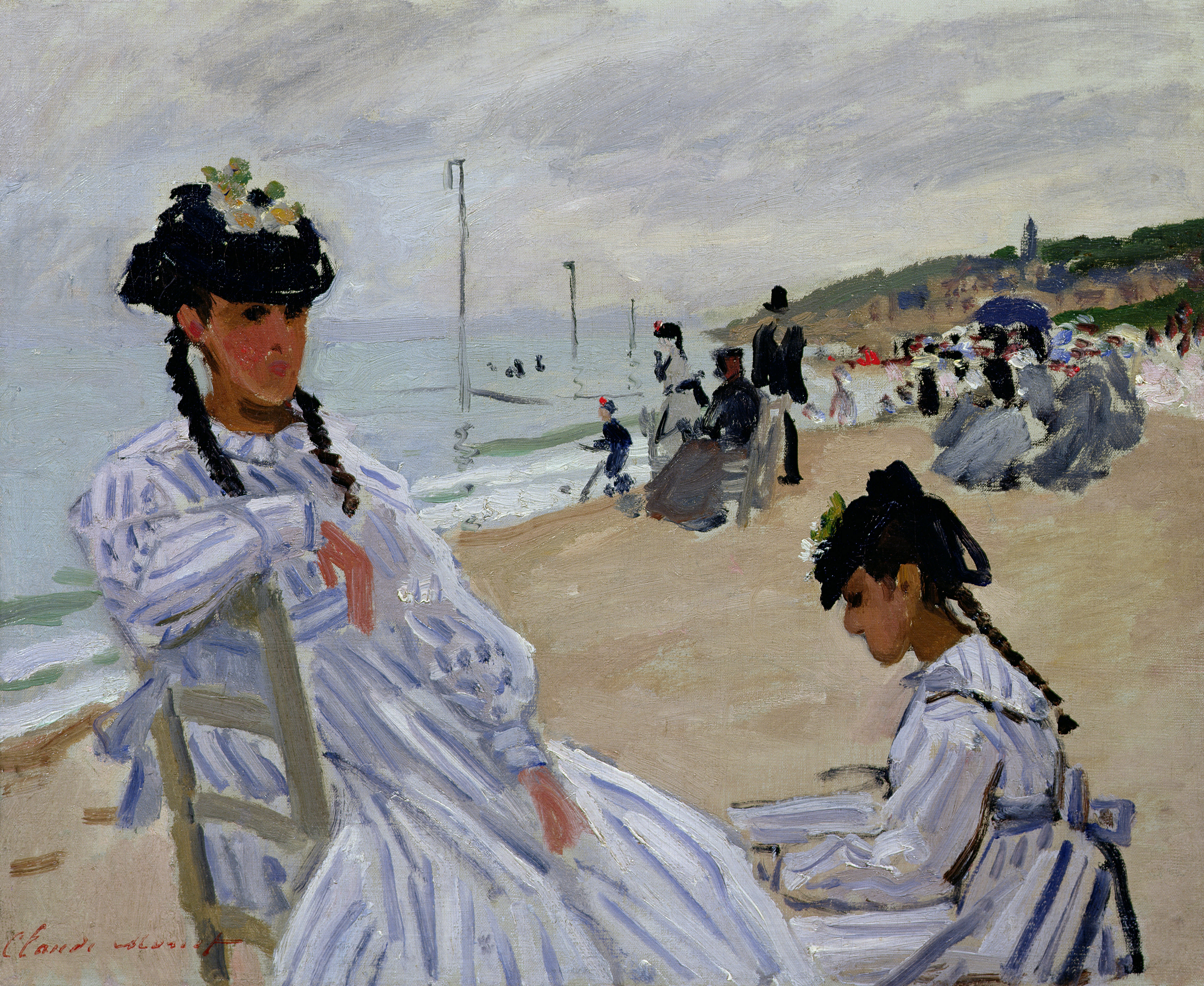
Sur la plage à Trouville par Claude Monet, 1870-1871.
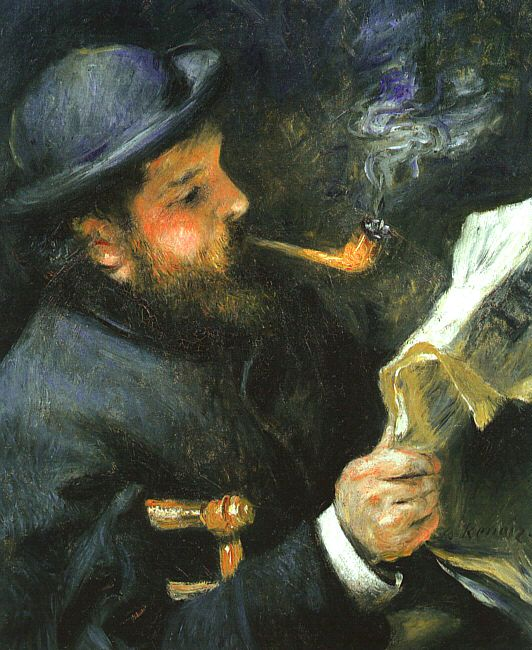
Claude Monet lisant par Auguste Renoir, 1872.
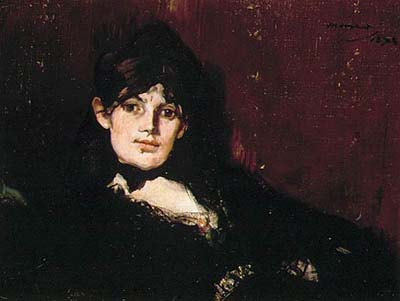
Portrait de Berthe Morisot étendue par Édouard Manet, 1873.
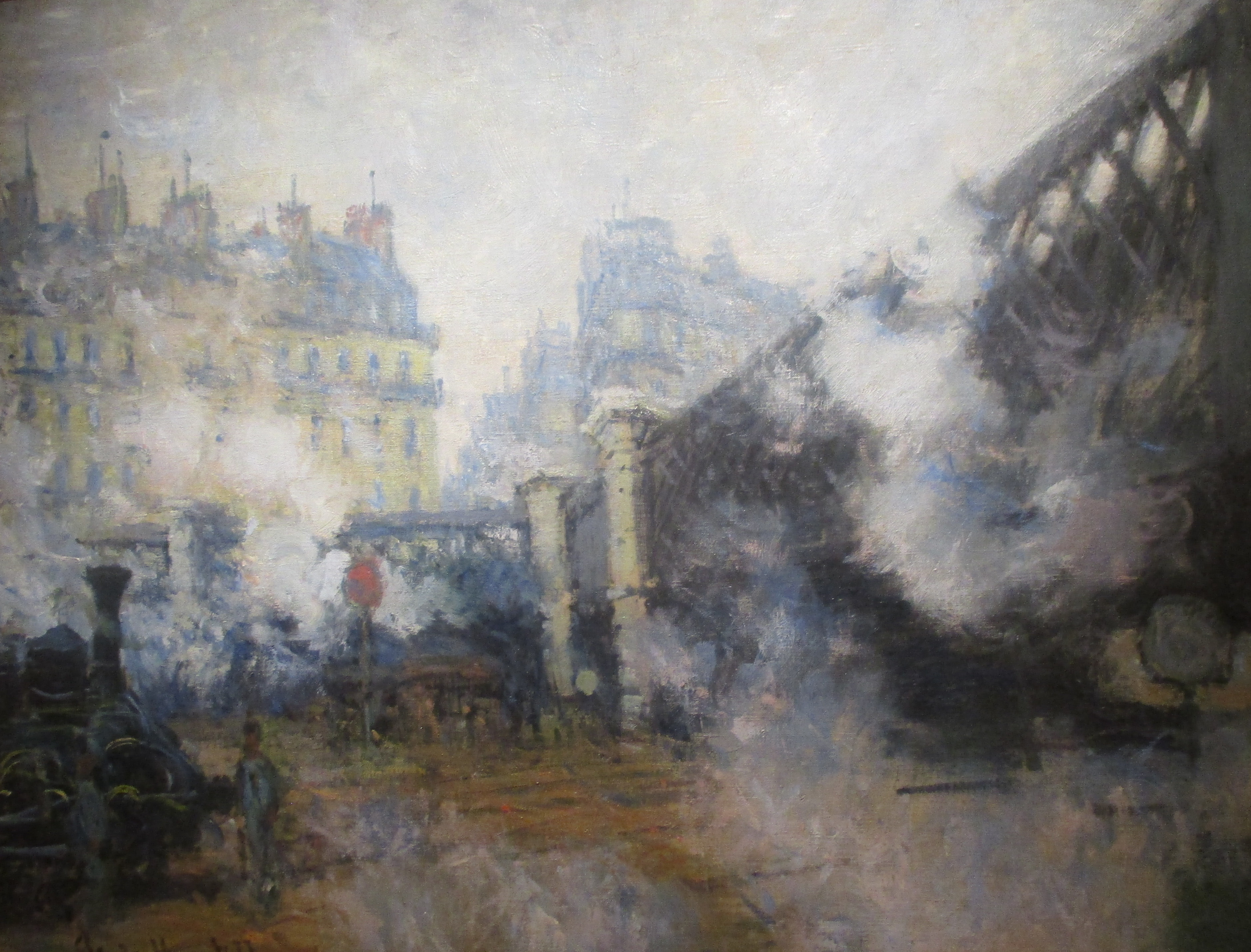
Le Pont de l'Europe, gare Saint-Lazare par Claude Monet, 1877.
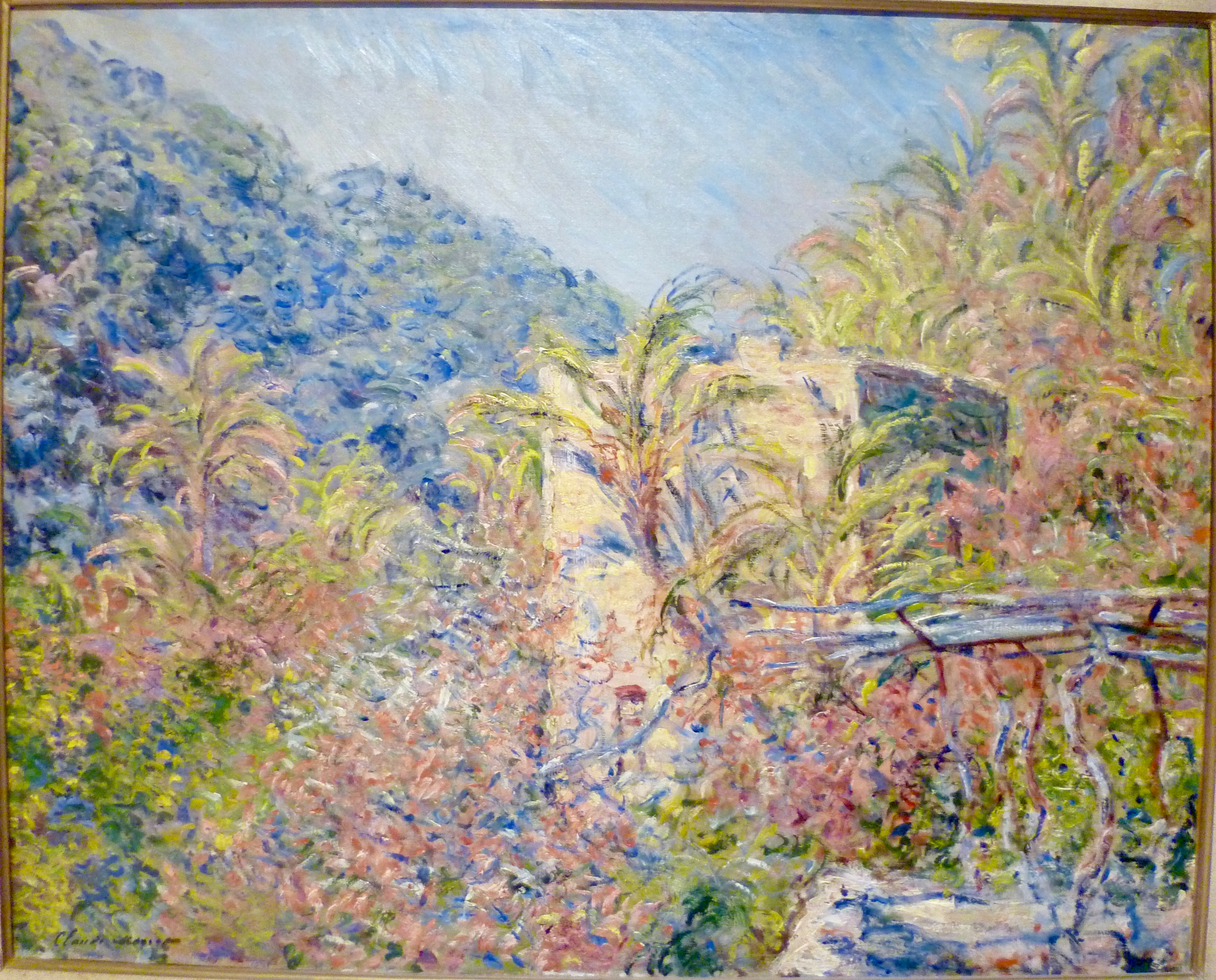
Vallée de Sasso. Effet de soleil par Claude Monet, 1884.
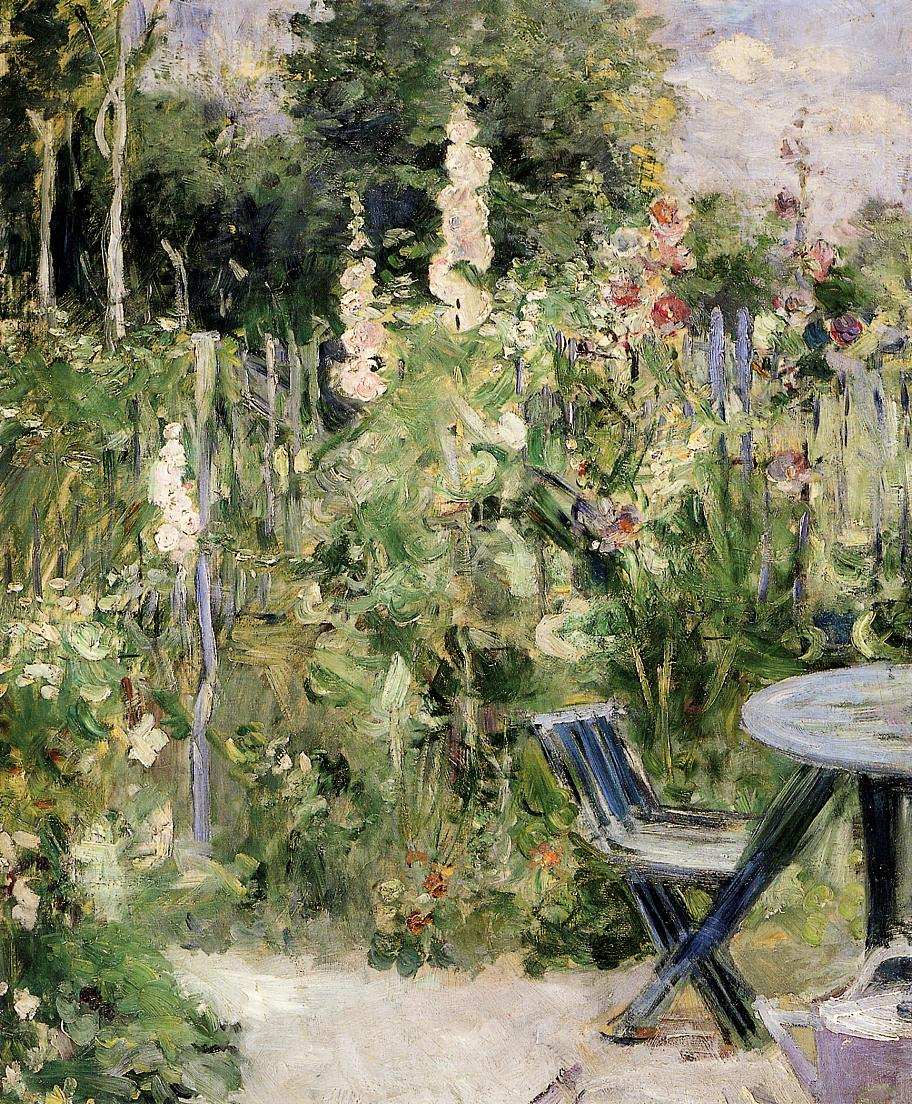
Roses trémières par Berthe Morisot, 1884.
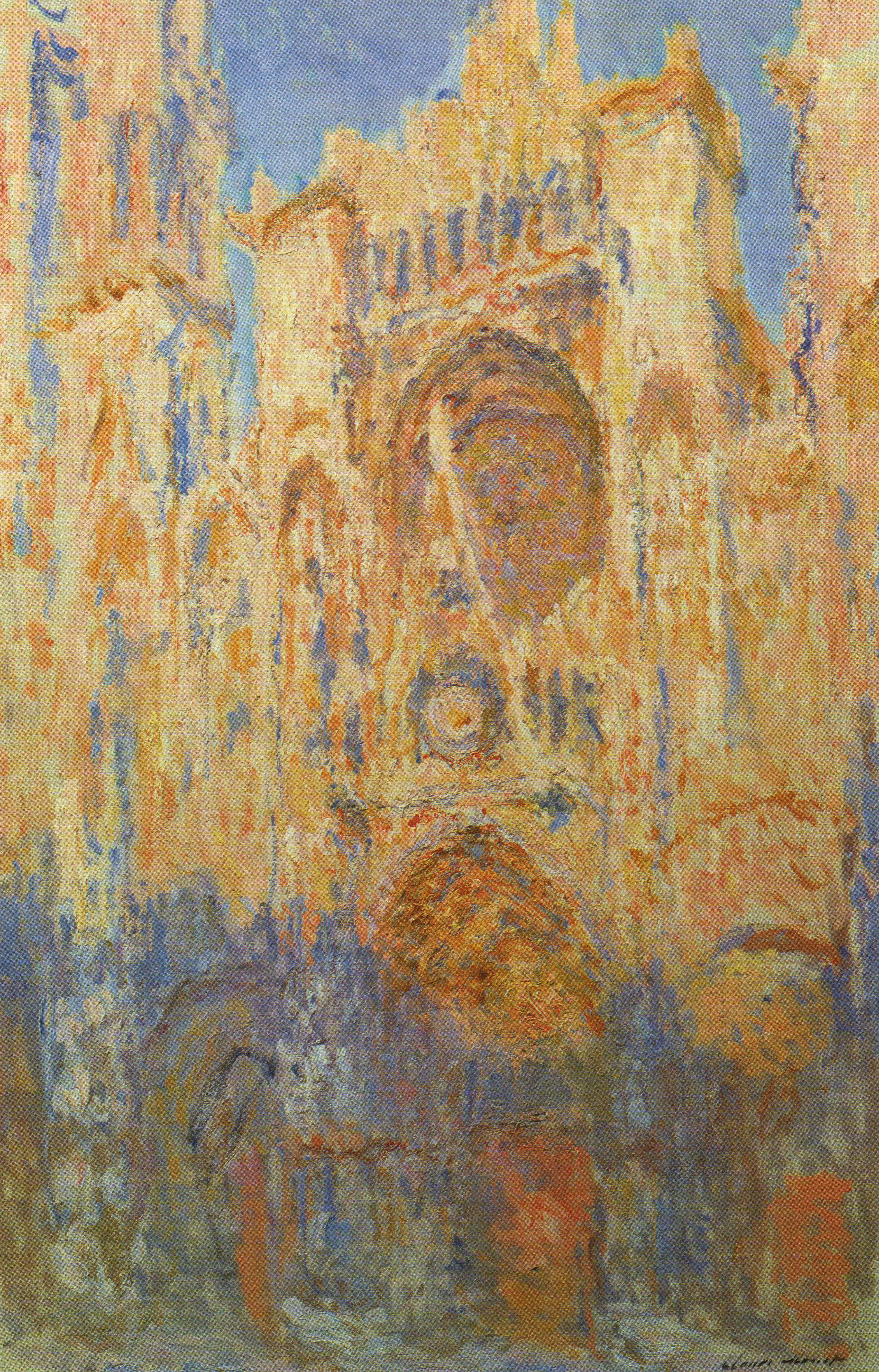
Cathédrale de Rouen, effet de soleil, fin de journée par Claude Monet, 1892-1894.
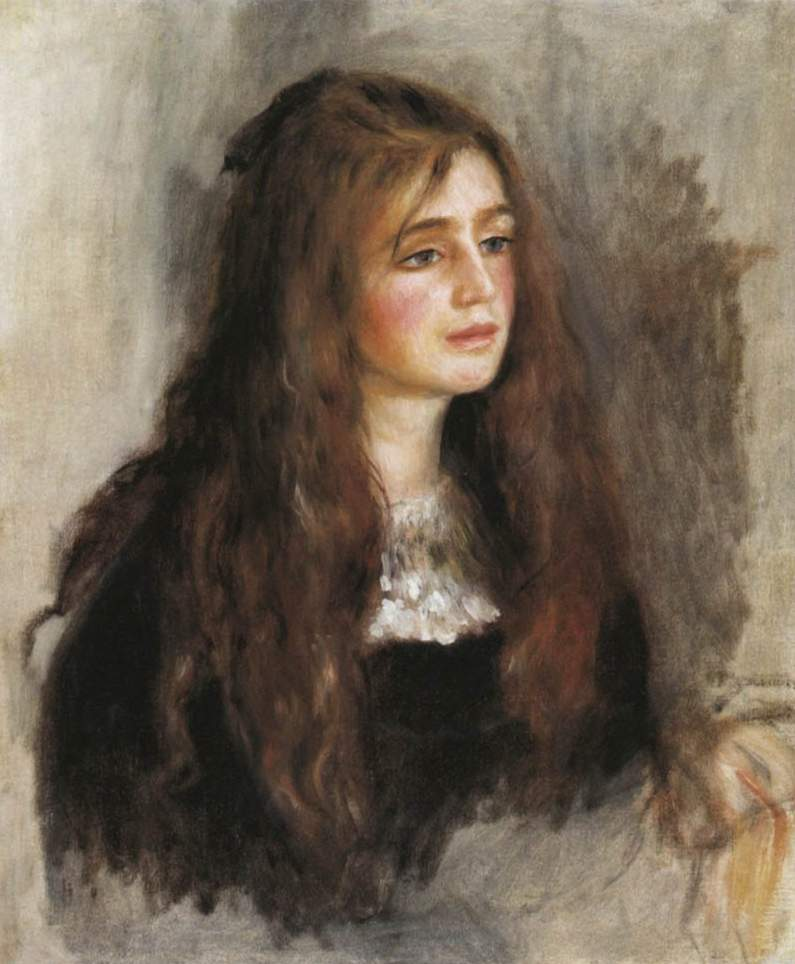
Portrait de Julie Manet par Auguste Renoir, 1894.
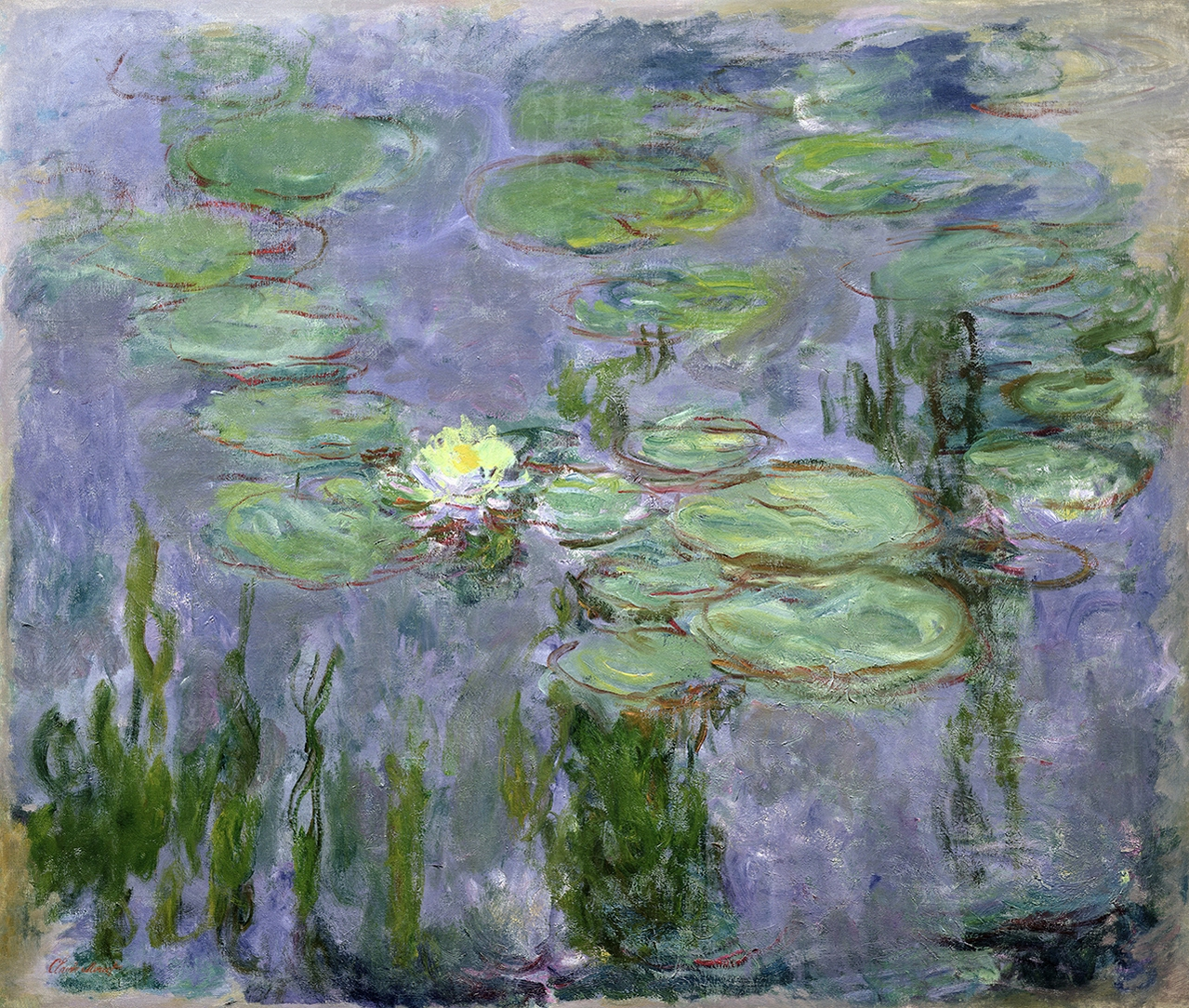
Nymphéas par Claude Monet, 1915.
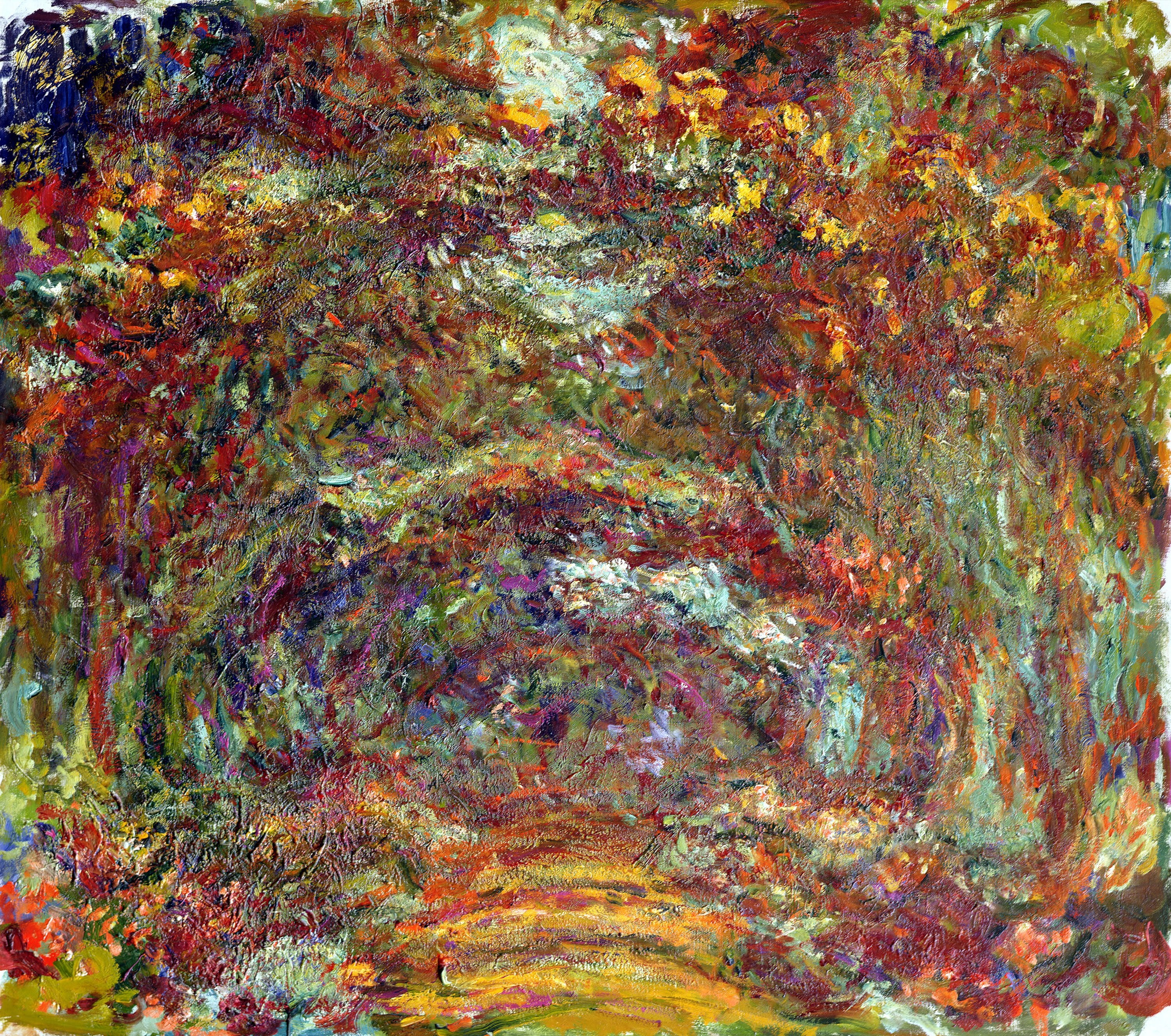
L'Allée aux roses à Giverny par Claude Monet, 1920-1922.